# 布本多夫

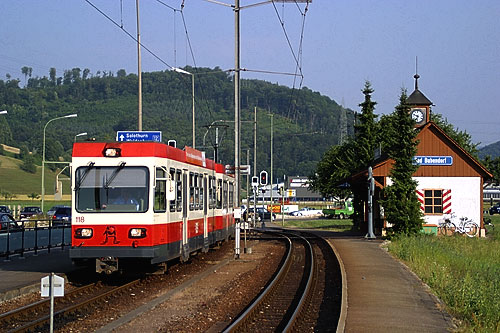

布本多夫是瑞士的城鎮，位於該國北部，由巴塞爾鄉村州負責管轄，面積10.8平方公里，海拔高度471米，2012年人口4,407，六成人口信奉基督教，人口密度每平方公里408人。